# Allophylus malvaceus
Allophylus malvaceus är en kinesträdsväxtart som beskrevs av Ludwig Radlkofer. Allophylus malvaceus ingår i släktet Allophylus och familjen kinesträdsväxter. Inga underarter finns listade i Catalogue of Life.